# Sophie Germain

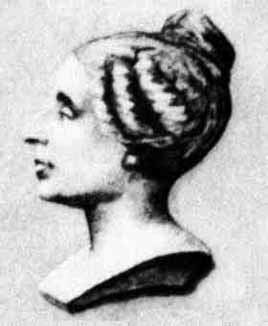
Sophie Germain

Marie-Sophie Germain (Parijs, 1 april 1776 - aldaar, 27 juni 1831) was een Frans wiskundige, die een belangrijke bijdrage leverde aan de getaltheorie. 

## Biografie
Germain werd geboren als de dochter van een handelaar in Parijs. Toen zij 13 was las zij een boek over Archimedes, dat zij had gevonden in de uitgebreide bibliotheek van haar vader. De scène waar Archimedes sterft maakte de meeste indruk. Tijdens de Romeinse invasie van Syracuse ging Archimedes zo op in zijn meetkundige figuren dat hij niet reageerde op een Romeinse soldaat die hem aansprak, waarop deze hem doorstak met een speer. Dit inspireerde Germain. Zij dacht dat als iemand zo gefascineerd was door wiskunde dat hij zich geen rekenschap meer geeft van zijn omgeving, als hij op het punt staat om vermoord te worden, dat wiskunde dan wel een zeer interessant onderwerp moet zijn. Daarna begon ze serieus wiskunde te studeren. Eerst maakten haar ouders zich grote zorgen over deze interesse en werd zij actief tegengewerkt. Later kreeg zij echter toch de medewerking van haar vader. Als vrouw kon ze in Parijs niet studeren aan de École Polytechnique, die in 1794 in Parijs werd opgericht. Ze leerde het vak door collegedictaten van anderen te kopiëren. Op enig moment nam ze de identiteit aan van een voormalige student van de École Polytechnique, een zekere "Auguste Le Blanc".

### Mentorschap door Lagrange
Germain was zeer geïnteresseerd in het werk van Joseph-Louis Lagrange en leverde vervolgens onder de naam van "Auguste Le Blanc" opdrachten en werkstukken bij hem in. Na een paar maanden viel het Lagrange op dat deze "Auguste Le Blanc" grote vooruitgang had gemaakt en nodigde hij Le Blanc uit voor een gesprek. Hierdoor werd Germain gedwongen haar ware identiteit aan hem te onthullen.

### Correspondentie met Gauss
In 1804 begon zij een correspondentie met Carl Friedrich Gauss, nadat zij zijn beroemde werk Disquisitiones Arithmeticae uit 1801 had gelezen. Daarbij maakte ze opnieuw gebruik van het pseudoniem "Monsieur le Blanc". Gauss kwam erachter dat zij een vrouw was toen Napoleon Bonaparte in 1806 Pruisen binnenviel en ook zijn geboorteplaats, Braunschweig door Franse troepen werd bezet. Germain was bang dat Gauss hetzelfde lot zou treffen als Archimedes, dus vroeg zij een vriend van haar, de generaal Pernety, om er persoonlijk op toe te zien dat Gauss niets zou overkomen. De generaal legde aan Gauss uit dat Germain had aangedrongen op zijn bescherming. Gauss kende echter geen Germain. Naar aanleiding van dit voorval maakte zij zich onder haar echte naam aan hem bekend. Na 1808 werd Gauss echter aangesteld als professor in de astronomie aan de Universiteit van Göttingen, waardoor zijn interesse tijdelijk verschoof naar de toegepaste wiskunde. Hierdoor kwam de correspondentie van zijn kant tot een einde.

### Bijdrage aan de getaltheorie
De belangrijkste bijdrage van Sophie Germain aan de getaltheorie is de volgende stelling: als x, y, en z gehele getallen zijn, en x5 + y5 = z5 dan is of x, y, of z deelbaar door vijf. Het bewijs van deze stelling, die zij in een brief aan Gauss voor het eerst opstelde, werd zeer belangrijk, aangezien door deze stelling het aantal mogelijke oplossingen van de laatste stelling van Fermat werd beperkt. Een andere belangrijke bijdrage zijn de Germain priemgetallen; dit is een priemgetal p, waar het getal 2p+1 ook een priemgetal is. Onder de tweehonderd zijn de onderstaande getallen Germain priemgetallen.
{\displaystyle 2,3,5,11,23,29,41,53,83,89,113,131,173,179,191}
Een van haar beroemdste identiteiten ook wel bekend als de Identiteit van Sophie Germain stelt dat voor twee getallen {\displaystyle x} en {\displaystyle y} geldt dat
{\displaystyle x^{4}+4y^{4}=(x^{2}+2y^{2}+2xy)(x^{2}+2y^{2}-2xy).}

### Later leven, werk aan elastische oppervlaktes

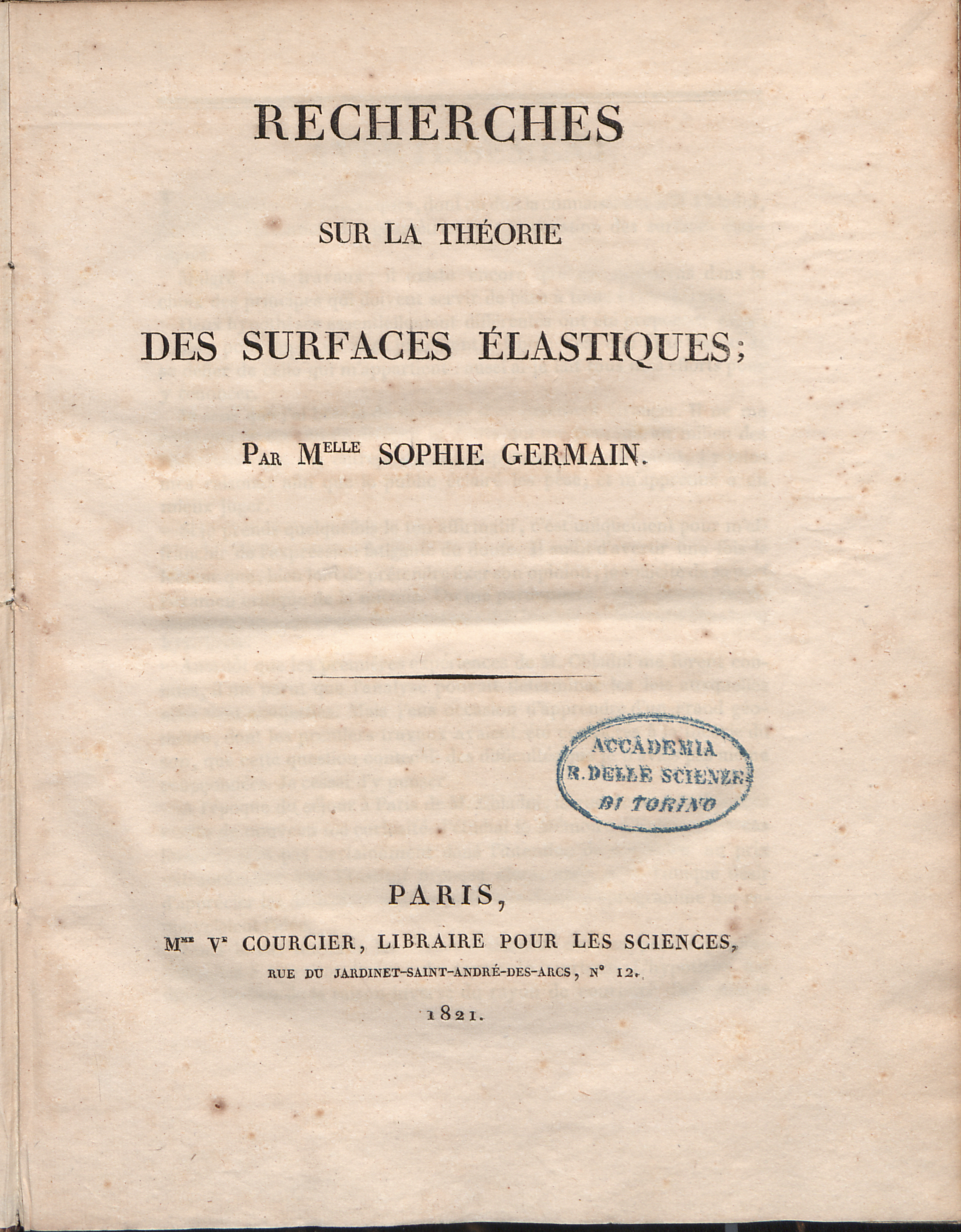
Récherches sur la théorie des surfaces élastiques, 1821

Na 1808 was zij meer actief in de natuurkunde, met name op het gebied van de elasticiteitstheorie. In 1811 deed Germain mee aan een wedstrijd, die was uitgeschreven door de Franse Academie van Wetenschappen. Men vroeg om de wiskundige verklaring voor de vondsten die Ernst Chladni had gedaan in zijn studie naar vibraties van elastische oppervlakken. In haar oplossing introduceerde Germain het concept van de gemiddelde kromming. Bij haar derde poging won ze de prijs in 1816. Na die tijd werd zij de eerste vrouw die vergaderingen van de Franse Academie van Wetenschappen op eigen merites mocht bezoeken. 
Op gezag van Gauss, zou zij in 1831 van de Universiteit van Göttingen een eredoctoraat krijgen, maar helaas stierf zij, enige maanden voordat het doctoraat werd toegekend, aan borstkanker.

## Erkenning
- Rue Sophie Germain, een straat in het 14de arrondissement van Parijs, is naar haar genoemd.
- Crater Germain, een krater op de planeet Venus, is naar haar genoemd.
- Lycée Sophie Germain, een lyceum in het 4de arrondissement van Parijs, is naar haar genoemd.